# Дизайн
Дизайн се нарича естетическото и ергономично комплексно свойство на дадено изображение и/или изделие на приложното изкуство и/или промишлеността. В разширен смисъл засяга и конструкцията на дадено изделие.
Не бива да се бърка с пълното значение на оригиналната дума design на английски език в смисъл на (основно) проект (архитектурен, строителен или друг), план, скица, чертеж и (разширено) модел, конструкция, композиция.
Видове дизайн:
- графичен дизайн (например, комуникационен дизайн)
- за неща:
  - продуктов дизайн (например, промишлен дизайн)
  - интериорен дизайн
  - моден дизайн
- дигитален:
  - мултимедиен дизайн
  - софтуерен дизайн (например, обектно ориентиран дизайн, универсален дизайн)
  - уеб дизайн (например, адаптивен дизайн)
- процеси:
  - учебен дизайн (или учебен, образователен)